# La chica del atardecer
La chica del atardecer (en italiano: Primo amore) es una película de comedia dramática italiana dirigida por Dino Risi.
Por su actuación Ornella Muti ganó una Grolla d'oro a la Mejor Actriz.

## Reparto
- Ugo Tognazzi: Ugo Cremonesi, de nombre artístico; "Picchio"
- Ornella Muti: Renata Mazzetti
- Riccardo Billi: Augustarello
- Mario del Monaco: Director
- Caterina Boratto: Lucy
- Venantino Venantini:  Emilio
- Enzo Maggio: Trottolino
- Marina Hedman: La esposa polaca